# 九龍巴士285線 (第一代)
九龍巴士285線是香港的一條已停駛的沙田區巴士路線。

## 歷史
- 1997年12月29日：本線開辦，方便馬鞍山的居民穿梭各屋苑。
- 2005年1月23日：因馬鞍山鐵路通車後導致本線客量進一步下跌，最終停駛，由87K取代，而特別班次則改稱為87P。

## 途經街道
常規班次（海栢花園→恆安（循環線））：鞍駿街、鞍源街、西沙路、馬鞍山路、錦英路、西沙路、恆康街、恆錦街、恆安巴士總站、恆錦街、恆康街、馬鞍山路、鞍超街、鞍駿街
特別班次（利安→恆安，利安總站開出中途不停任何分站）：利安邨通道、錦英路、西沙路、恆康街、恆錦街

## 用車
海栢花園總站的高度不足4米，雙層巴士無法駛入，因此本線用車受到很大限制，常規班次一直只能用單層巴士行走，只在平日上午的特別班次才有其中1班以雙層巴士行走。
本線開線時採用1985年丹尼士獵鷹（AF）行走，2000年AF全數退役後改用三菱（AM）及1993年丹尼士飛鏢（AA）行走。